# Evelyn Clevé
Evelyn Clevé, auch Eveline Clevé-Klebert (* 23. Oktober 1906 in Schöneberg bei Berlin als Eveline Miranda Hahn; † nach 1961) war eine deutsche Schriftstellerin.

## Leben
Eveline Halm wurde als Tochter von Alfred Halm, Direktor des Neuen Schauspielhauses und Minnie geb. Landas in der elterlichen Wohnung in der Luitpoldstraße 17 in Schöneberg geboren. Die Familie hieß offiziell Hahn, war aber nur unter dem Namen Halm bekannt und war jüdischen Glaubens. Nach dem Besuch einer Kunstgewerbeschule lebte sie als Schriftstellerin in Berlin.  1931 heiratete sie den Kunstmaler Hildebert Fritz Otto Klebert. Zu dem Zeitpunkt lebte sie bei ihrem Vater in der Motzstraße 24 (heute Hausnummer 50) in Schöneberg. 1938 ließ sich Klebert von ihr scheiden. Im selben Jahr musste sie den Zwangsnamen "Sara"annehmen; schon zwei Jahre zuvor verhängten die nationalsozialistischen Machthaber ein Schreibverbot gegen sie. Die NS-Herrschaft überlebte sie im Untergrund in Berlin ohne Lebensmittelkarten mit Hilfe ihres langjährigen Freundes Rolf Italiaander.  Das Kriegsende erlebte sie zusammen mit ihm in Berlin-Nikolassee und erfuhr nun einen neuen Zustand der Rechtslosigkeit. Italiaander schreibt: "Während ich einmal in Charlottenburg war und Evelyn allein zurückgelassen hatte, war ein betrunkener Soldat ins Haus eingedrungen und hatte die arme Evelyn stundenlang belästigt; sie bedurfte dringend der Hilfe eines Gynäkologen." "Die arme, zwölf Jahre lang gejagte Freundin hat sich [...] die Befreiuung vollkommen anders vorgestellt. Die Verfolgung geht weiter, nur unter anderen politischen Aspekten." "In unserem Hause in Nikolassee feierten wir die deutsche Kapitulation am 8. Mai 1945 nicht einen Augenblick lang."
Clevé war Verfasserin von Kinder- und Jugendbüchern. Besonders erfolgreich war ihre 1947 zuerst erschienene Biografie Helen Kellers, die bis 1995 mehrfach neu aufgelegt wurde.

## Werke
- Die Waldeisenbahn. Reichenau, Sa. [u. a.] 1935 (zusammen mit Marigard Bantzer)
- Helen Keller. Berlin 1947
- Heinrich Schliemann. Berlin 1948
- Jerry, die Farmerstochter. Düsseldorf 1956
- Königin für England. Stuttgart 1958
- Du mußt nach Frankreich ziehn, Johanna. Stuttgart 1961